# Pokémon Diamond och Pearl
Pokémon Diamond och Pearl är två Pokémonspel i Pokémonserien till Nintendo DS. De är uppföljare till Ruby och Sapphire. 

## Spelvärld
Spelet utspelar sig i Sinnoh-regionen och huvudfiguren (kille eller tjej) bor ensligt i en liten by, Twinleaf Town. Spelet börjar med att huvudkaraktären ska gå och träffa sin kompis (som även blir huvudpersonens rival senare i spelet). När de träffas råkar de komma i kontakt med två vilda Starly, och hittar en väska med tre pokébollar som representerar tre startpokémon; Turtwig (Gräspokémon), Chimchar (Eldpokémon) och Piplup (Vattenpokémon).
Nu börjar det stora äventyret med en resa genom Sinnoh i jakten på att fånga flest Pokémon. I många städer finns gym med en gymledare. Dessa måste besegras för att komma vidare i spelet. Det finns också en ond liga, Team Galactic, som vill ta över universum. I mitten av spelet måste man besegra Team Galactic, för att den möta den legendariske Dialga (Diamond-versionen) eller Palkia (Pearl-versionen).
När alla gym är avklarade dyker en flicka upp som presenterar sig som gymledare i Johto varpå hon överlämnar det avgörande HM:et för att komma till Pokémonligan och besegra de fyra eliterna och den regerande Pokémon-mästaren Cynthia.